# Chrysogonum perrieri
Chrysogonum perrieri là một loài thực vật có hoa trong họ Cúc. Loài này được (Humbert) Humbert mô tả khoa học đầu tiên năm 1963.